# Tillières
Tillières era una comuna francesa situada en el departamento de Maine y Loira, de la región de Países del Loira, que el 15 de diciembre de 2015 pasó a ser una comuna delegada de la comuna nueva de Sèvremoine al fusionarse con las comunas de La Renaudière, Le Longeron, Montfaucon-Montigné, Roussay, Saint-André-de-la-Marche, Saint-Crespin-sur-Moine, Saint-Germain-sur-Moine, Saint-Macaire-en-Mauges, y Torfou.

## Demografía
| Gráfica de evolución demográfica de Tillières entre 1800 y 2013 |
|                                                                 |

Los datos demográficos contemplados en este gráfico de la comuna de Tillières se han cogido de 1800 a 1999 de la página francesa EHESS/Cassini, y los demás datos de la página del INSEE.